# Corticaria rueckeri
Corticaria rueckeri is een keversoort uit de familie schimmelkevers (Latridiidae). De wetenschappelijke naam van de soort werd in 2006 gepubliceerd door Otero, Marino & Lopez.